# ベトナム語の点字
ベトナム語の点字（ベトナムごのてんじ、Màn hình chữ nổi）はベトナム語の表記に使われる点字体系。基本ラテンは英語と共通で、それに独自の文字と声調符号が追加されている。表記はアルファベット1文字に対して1つ書き、分かち書きを同じように行う。

## 追加された記号

### 文字
| 文字 | â | ă | ê | ô | ơ | ư | đ |
| 点字 |   |   |   |   |   |   |   |

### 声調記号
| 声調 | ngang      | sắc | huyền | hỏi | ngã | nặng |
| 点字 | 表記しない |     |       |     |     |      |

## 表記方法
- アルファベット1文字に対して点字1つを使う
- 声調記号は母音の直前に書く

例：
Màn hình chữ nổi.
⠨⠍⠰⠁⠝ ⠓⠰⠊⠝⠓ ⠉⠓⠤⠳ ⠝⠢⠹⠊⠲